# Góry Miechowskie
Góry Miechowskie est une localité polonaise de la gmina de Racławice, située dans le powiat de Miechów en voïvodie de Petite-Pologne.